# Sakkongpop Sukprasert
Sakkongpop Sukprasert (thailändisch ศักดิ์ก้องภพ สุขประเสริฐ; * 2. März 1990) ist ein thailändischer Fußballspieler.

## Karriere
Sakkongpop Sukprasert spielte, bevor er im Sommer 2021 einen Vertrag beim Thai League 3Drittligisten Yasothon FC unterschrieb, bei den Vereinen Chonburi FC, Look E San FC, Army United, Customs United FC und dem Kasetsart FC. Nach einer Spielzeit wurde sein Vertrag in Yasothon im August 2022 um ein weiteres Jahr verlängert. Nach Vertragsende spielte er bis Sommer 2024 für Roi Et PB United FC und Ubon Kruanapat FC. Im September 2024 unterschrieb er einen Vertrag beim Rasisalai United FC. Mit dem Verein aus der Provinz Sisaket spielte er in der North/Eastern Region der Liga. Am Ende der Saison 2024/25 feierte er mit dem Verein die Meisterschaft der Region sowie den anschließenden Aufstieg in die zweite Liga. Sein Zweitligadebüt gab Sukprasert am 17. August 2025 (1. Spieltag) im Heimspiel gegen den Nongbua Pitchaya FC. Bei dem 3:2-Erfolg stand er in der Startelf und spielte die kompletten 90 Minuten.

## Erfolge
Rasisalai United FC
- Thai League 3 – North East: 2024/25